# Османська Сербія
Османська Сербія — період в історії Сербії з 1459 (захоплення турками) до 1804  року (початок першого сербського повстання), під час якого Сербія не мала власної державності і входила до складу Османської імперії.

## Соціальне становище
Сербію турки підкорили пізніше, ніж інші південнослов'янські землі, а тому вона опинилася в кращому становищі. У Сербії не відбувалися бурхливі міграційні процеси. Турецький елемент не дуже змінив етнічну картину в сербських землях, оскільки їх заселення османами не мало масового характеру. Практично турки мешкали тут лише в містах.
Більшою мірою османське завоювання вплинуло на релігійну ситуацію в Сербії. Щоб не втратити прибутки, багато сербських купців і ремісників перейшли в іслам. Оскільки в містах Османської імперії містяни різних віросповідань проживали в окремих кварталах — махалах — це ще більше сприяло зближенню сербських мусульман із завойовниками, поступовій втраті ними рідної мови і культури.

## Економічне становище
У перші десятиліття після завоювання міста Сербії відігравали переважно роль адміністративних центрів і фортець. Але вже у XVI—XVII ст., як і скрізь в імперії, в них розпочалося економічне пожвавлення. Збільшилася кількість ремесел, прогресувала технологія виробництва, відбувалися структурні зміни. Ремісники утворювали корпорації, подібні до західноєвропейських цехів. Вони дістали назву еснафів (руфетів) і поділялись як за професійним, так і за релігійним принципом. Аналогічні об'єднання створювали й купці, їхні особливі права закріплювалися в султанських фірманах (указах). Найбільшими центрами ремесла і торгівлі в Сербії були Белград, Ніш та Ужиці.
На відміну від економічно розвинених північних районів, Південна Сербія зберігала аграрний характер. У цій гірській місцевості, де основою господарства залишалося скотарство, існували значні патріархальні пережитки. Особливості соціально-економічного розвитку й природнокліматичні умови південних регіонів Сербії сприяли збереженню тут широкого місцевого самоврядування. Глави цього общинного самоврядування — кнези — часто відстоювали інтереси своїх селян у фіскальних суперечках з османською адміністрацією. Поряд з адміністративними кнези мали судові повноваження й відали збиранням податків.

## Посилання

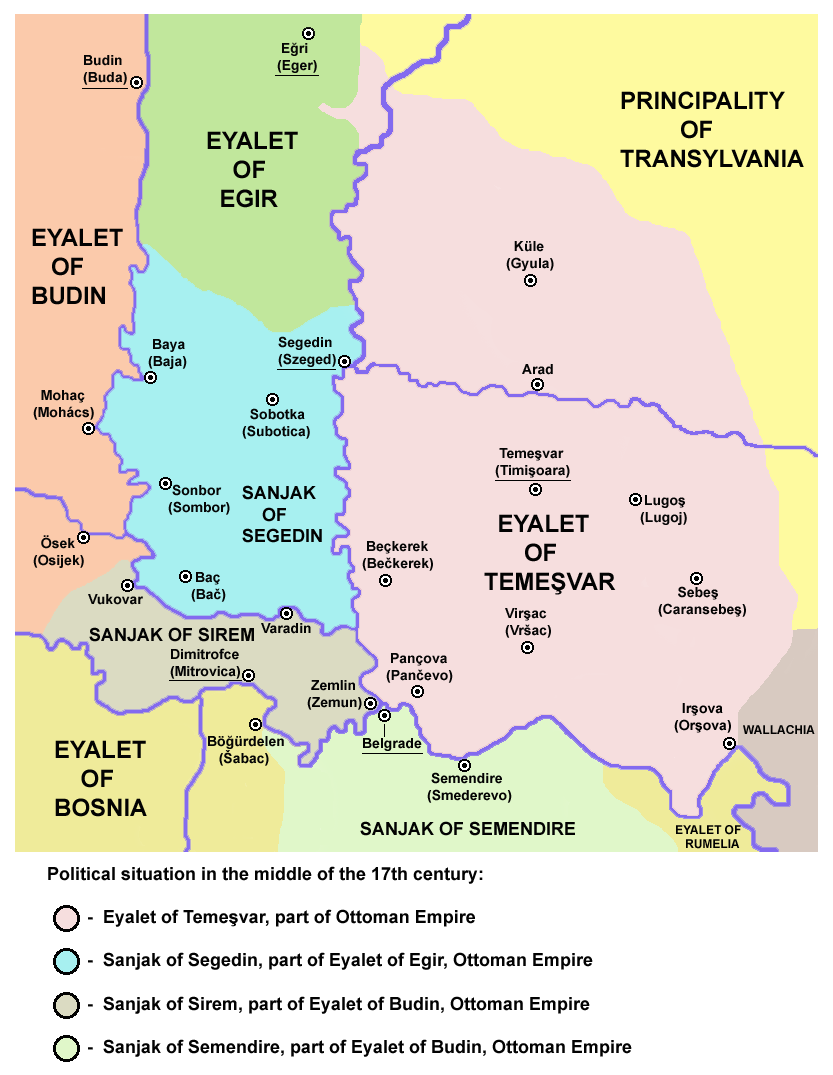
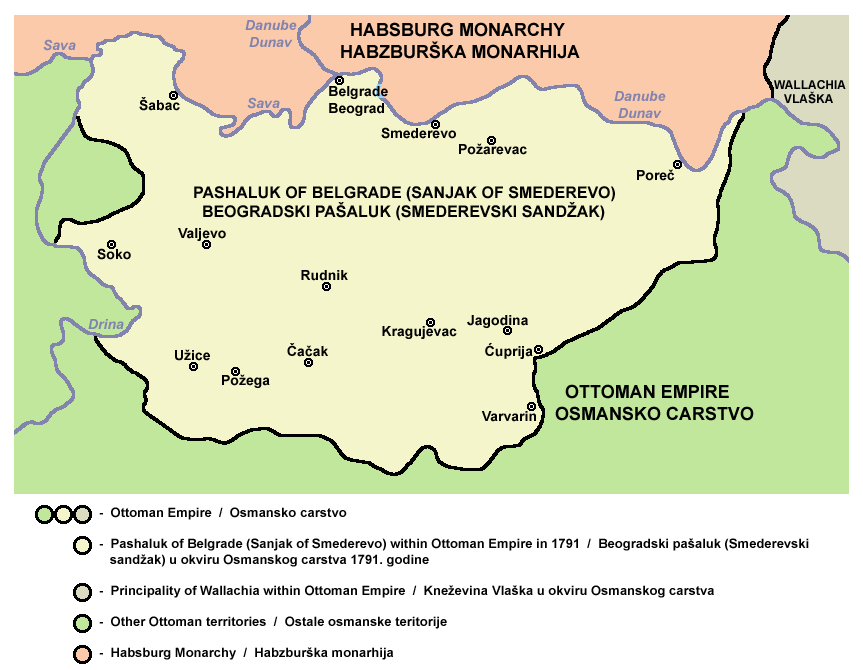